# Pterotmetus
Pterotmetus is een geslacht van wantsen uit de familie bodemwantsen (Lygaeidae). Het geslacht werd voor het eerst wetenschappelijk beschreven door Amyot & Serville in 1843.

## Soorten
Het genus bevat de volgende soorten:

- Pterotmetus dimidiatus Fieber, 1861
- Pterotmetus parnassius Horváth, 1882
- Pterotmetus staphyliniformis (Schilling, 1829)